# Gagrella suluana
Gagrella suluana is een hooiwagen uit de familie Sclerosomatidae.